# Bahnhof Kan’eijisaka

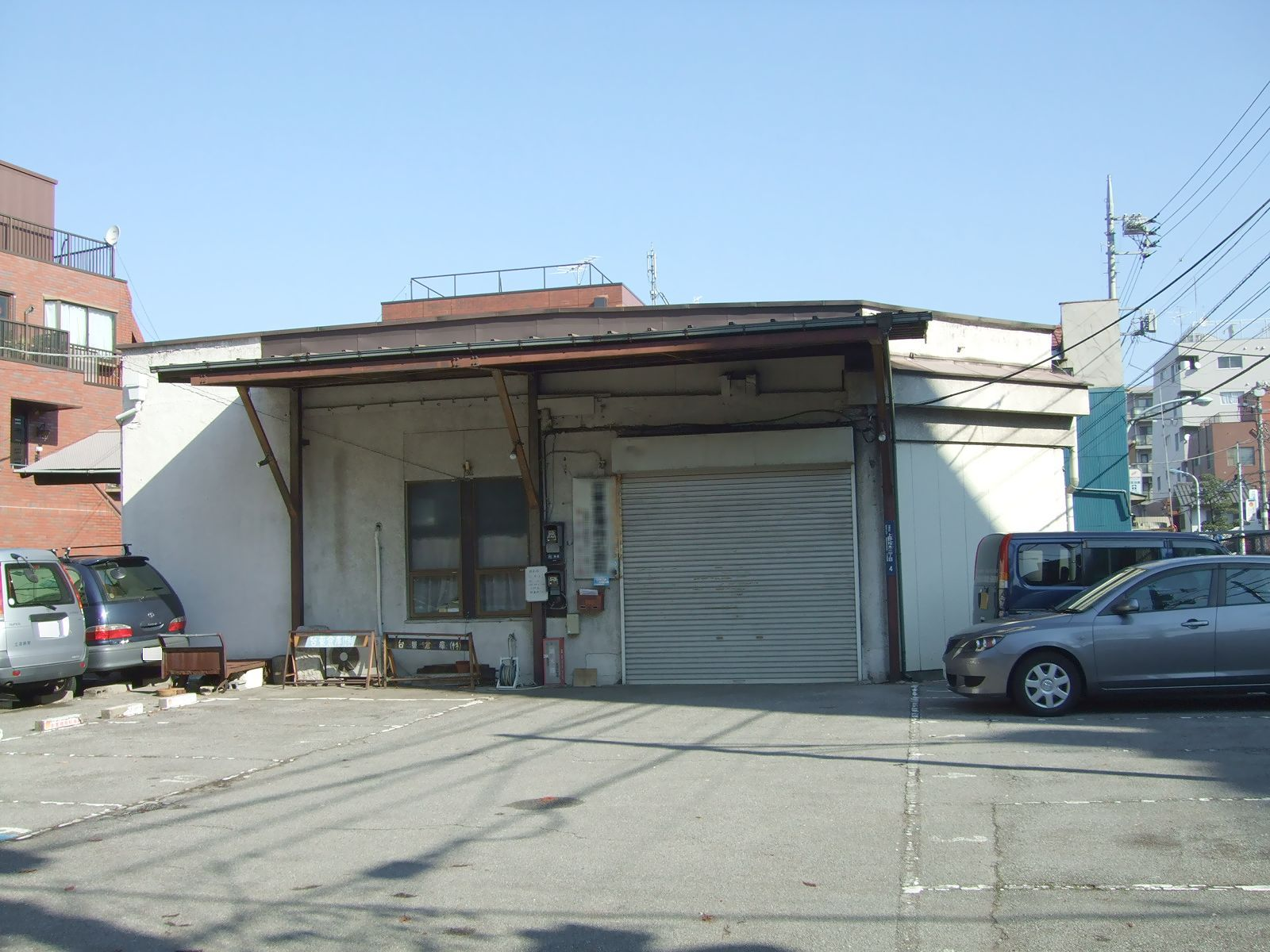
Ehemaliges Zugangsgebäude (2009)

Der Bahnhof Kan’eijisaka (japanisch 寛永寺坂駅, Kan’eijisaka-eki) ist ein Geisterbahnhof in Tokio. Er liegt in einem Tunnelabschnitt der Keisei-Hauptlinie zwischen den Bahnhöfen Ueno und Nippori, in der Nähe des Tempels Kan’ei-ji im Ueno-Park. Am selben Streckenabschnitt befindet sich mit Hakubutsukan-Dōbutsuen ein weiterer Geisterbahnhof.

## Geschichte
Die Bahngesellschaft Keisei Dentetsu eröffnete am 10. Dezember 1933 den westlichsten Abschnitt der Keisei-Hauptlinie zwischen Nippori und Keisei-Ueno. Am 10. Juni 1945 ordnete das Verkehrsministerium die Enteignung des Tunnels zwischen Nippori und Keisei-Ueno an, um darin während der Endphase des Pazifikkriegs Fahrzeuge der staatlichen Eisenbahn abzustellen und so vor den amerikanischen Luftangriffen in Sicherheit zu bringen. Einen der Bahnsteige nutzte man für Maschinen, die Schrauben herstellten. Einen Monat nach der Kapitulation Japans nahm die Keisei Dentetsu am 1. Oktober 1945 den Bahnbetrieb im Tunnel wieder auf, die Züge fuhren jedoch vorerst ohne Halt in Kan’eijisaka durch.
Am 1. November 1946 wurde der Bahnhof für kurze Zeit wieder eröffnet, bis zur Einstellung des Betriebs am 21. August 1947. Der Hauptgrund war die starke Steigung der Strecke im Bahnhofsbereich, die ein sicheres Halten und Anfahren der Züge erschwerte. Die offizielle Stilllegung erfolgte am 23. Februar 1953. Die Bahnsteige wurden daraufhin teilweise abgebaut, während das Zugangsgebäude jahrzehntelang erhalten blieb und bis 2015 einem Unternehmen als Lagerraum diente. Vor dem Abriss im Sommer 2016 veröffentlichte die Zeitung Mainichi Shimbun eine Reportage über den Zustand des Bahnhofs.

## Gegenwärtiger Zustand
Der Bahnhof liegt kurz nach der Tunneleinfahrt und hat zwei versetzt gegenüberliegende, teilweise erhalten gebliebene Seitenbahnsteige. An der Stelle des Zugangsgebäudes im Stadtteil Uenosakuragi steht seit 2016 ein Kombini. Der Zugang zu den unterirdischen Anlagen befindet sich in einem neu errichteten, eingezäunten Fertigbau. Aus der Zeit der Eröffnung des Bahnhofs ist ein steinerner Pfosten erhalten, der als Halterung für Flaggen diente. Der unterirdische Teil des Bahnhofs ist von durchfahrenden Zügen aus am sich weitenden Tunnelquerschnitt zu erkennen. Die Keisei Dentetsu nutzt die Überreste der Bahnsteige zur Lagerung von Material und zum Abstellen von Baufahrzeugen. Ebenfalls noch sichtbar sind die Ausgänge; auf der Seite in Richtung Nippori ist ein Hinweisschild mit der früher verwendeten linksläufigen Beschriftung 口出 („Ausgang“, heute 出口 geschrieben) zu sehen.